# Célimène Gaudieux
Célimène Gaudieux, född 1807, död 1864, var en sångare från ön Réunion. Hon är en lokal musikalisk symbol och figurerar inom populärkulturen. 